# Matthias Jabs
Matthias Jabs, född 1 oktober 1955 i Hannover i Niedersachsen i Västtyskland, är en tysk rockmusiker och låtskrivare. Han är främst känd som sologitarrist i tyska rockbandet Scorpions, där han gick med 1978.

## Influenser
Som ung inspirerades han av artister och musiker som Johnny Winter, Jimi Hendrix, Eric Clapton och Jeff Beck, samt klassisk musik av Felix Mendelssohn. Under 1970-talet inspirerades han av jazzrockmusiker som Allan Holdsworth, John McLaughlin och Al Di Meola.